# 外太空的莫扎特
《外太空的莫扎特》（英語：Mozart from Space）是由陈思诚自编自导，黄渤、荣梓杉领衔主演，于洋、许君聪主演的中国奇幻家庭喜剧电影。电影于2022年7月15日在中国大陆上映，同年11月，获得了第35届中国电影金鸡奖最佳儿童片的提名。

## 演员阵容
- 黄渤 饰演 任大望
- 荣梓杉 饰演 任小天
- 姚晨 饰演 牛玉霞／外星公主
- 范伟 饰演 小天爷爷
- 黄杨钿甜 饰演 丁洁灵
- 王一鸣
- 黄星羱 饰演 欧阳保罗
- 方洲 饰演 马元
- 陈思诚 配音 莫扎特
- 贾冰 饰演 邓老师
- 许君聪 饰演 刀疤脸
- 于洋 大背头
- 梅婷 饰演 任小天母亲
- 萧李臻瑱 饰演 默默
- 于波 饰演 默默父亲
- 桑平 饰演 马元父亲
- 黄觉 饰演 丁洁灵父亲
- 范湉湉 饰演 薛喜昊母亲
- 郎朗 饰演 郎朗
- 易小星 饰演 初赛评委
- 王宁 饰演 毛老师
- 周楚濋 饰演 被骗女孩
- 陈昊 饰演 警察／莫扎特(动作捕捉)
- 李明轩 饰演 警察
- 尹君正 饰演 决赛评委
- 杨金赐 饰演 双胞胎的父亲
- 杨德民 饰演 经纪人
- 钱重远 饰演 马叔叔
- 王以纶 饰演 初赛老师
- 张羽 饰演 天文社长
- 杨璞 饰演 足球教练
- 王思尧 饰演 少年任小天
- 李泽宇
- 周大熊 饰演 保罗小弟
- 张铭洙

## 制作与发行
电影的剧本创作差不多与《唐人街探案3》同时进行。
2020年3月，电影《外太空的莫扎特》正式立项，并于9月26日在北京开机，主体拍摄全部都在北京进行。
2021年6月17日，陈思诚在电影频道融媒体中心“直击上影节”的直播中证实此片不会在2021年的暑期档上映。
2022年8月，《外太空的莫扎特》官博宣布延期上映，上映时间改为2022年9月14日。

## 奖项与提名
此片获得了2020抖音娱乐年度大赏·抖音最受关注系列电影的肯定，也获得了第35届中国电影金鸡奖最佳儿童片、最佳美术及最佳摄影的提名。2022年10月26日，获得第35届东京国际电影节·中国电影周金鹤奖评委会大奖。此片也入围微博网友2022最喜爱电影。